# BMK (歌手)
BMK（1973年9月30日 - ）は、韓国の女性歌手。本名はキム・ヒョンジョン（韓: 김현정）。「BMK」は、ニックネームの「Big Mama King (ビッグ・ママ・キング)」を表す。キャリア初期はB.M.Kという表記も使われている。

## 略歴
江原道束草市育ち。幼少から音楽に親しみ、中学生の頃から声楽を学び歌手を志す。大学では幼児教育を学び、卒業後は留学の費用を稼ぐためにアルバイト生活を送った。1996年にソウル・ジャズ・アカデミーのボーカル科に入学。翌年に卒業すると、同校の講師としてボーカルを教える立場となり、さらにジャズ・クラブでジャズ歌手として歌う機会を得る。本名のキム・ヒョンジョン名義で活動していたが、「Big Mama King」というニックネームを得る。また、百済芸術大学実用音楽科でボーカルを教える職にも就いた。
シンガーソングライターのチョ・ジャンヒョクのアルバムにフィーチャリングで参加したことをきっかけに、ジャズ以外の大衆音楽に活動範囲を広げる。2002年、ヒップホップグループLeessang、ラッパーのキム・ジンピョのアルバムに「BMK」名義で参加し、その名が広く知られるようになる。2003年にファースト・アルバム『No More Music』をリリース。2005年リリースのセカンド・アルバム『SOUL FOOD』のリード曲「花咲く春が来れば」がヒットした。
2011年、プロの歌手が歌を競い合うテレビ番組『私は歌手だ』(MBC)に出演。同年にアメリカ人男性と結婚。2019年、5年ぶりとなる新曲「手相」をリリースした。

## ディスコグラフィ

### アルバム
- No More Music (2003年)
- SOUL FOOD (2005年)
- 999.9 (2007年)
- Listen & Report (2014年)

### シングル
- Blackberry Vol.1 (2008年)
- Get up (2010年)
- 宝探し (2010年)
- 愛は別れより速くて (2010年)
- Merry Christmas (Far Away you) (2010年)
- 手相 (2019年)